# Palazzo San Giorgio (Reggio Calabria)
Palazzo San Giorgio, sede dell'amministrazione comunale di Reggio Calabria, fu ricostruito su progetto di Ernesto Basile a seguito del devastante terremoto che colpì lo Stretto di Messina nel 1908.

## Storia

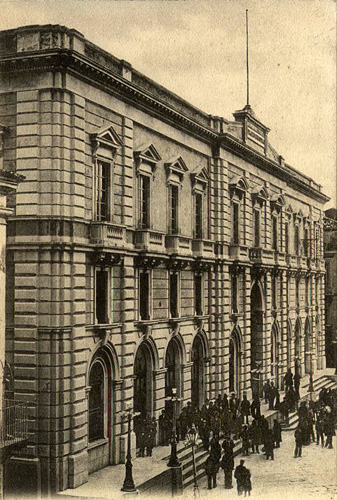
L'antico Palazzo Municipale prima del terremoto del 1908.

Distrutto il precedente edificio municipale dal terremoto del 1908, il nuovo Palazzo San Giorgio ridisegnato dall'architetto palermitano Ernesto Basile, venne realizzato dalla ditta G. Vianini di Roma a partire dal 1918, ed ultimato nel 1921.
Per esigenze amministrative il sindaco Giuseppe Valentino dispose l'utilizzazione dell'edificio già dal 29 dicembre 1921, ma l'inaugurazione ufficiale avvenne il 27 aprile 1922 alla presenza del Re Vittorio Emanuele III, venuto espressamente a Reggio a bordo del cacciatorpediniere Falco. In quell'occasione la città, fin dal giorno prima, era stata infiorata, imbandierata e tappezzata di manifesti inneggianti alla Casa Savoia.
Dal porto il corteo reale si snodò per le strade della città con automobili messe a disposizione da benemeriti reggini tra cui l'on. Nicola Siles, l'ing. Pietro Spinelli e il cav. Paolo Vilardi.
Dal 1970 al 2000 (anno in cui fu ultimato Palazzo Campanella), Palazzo San Giorgio ha ospitato gli uffici e la sala assembleare del Consiglio regionale della Calabria.

## Descrizione

### Struttura
L'edificio si presenta a due piani con planimetria quasi quadrata. Al piano terrà risulta suddiviso in due parti connesse da una grande galleria che collega il Corso Garibaldi e la parallela via Miraglia. Al primo piano si trovano ampie stanze ricche di decorazioni in stile liberty. Tra di esse troviamo: la "Sala dei Lampadari", la "Sala del Sindaco", la "Sala della Giunta Municipale" e la "Sala del Consiglio".

### Stile architettonico

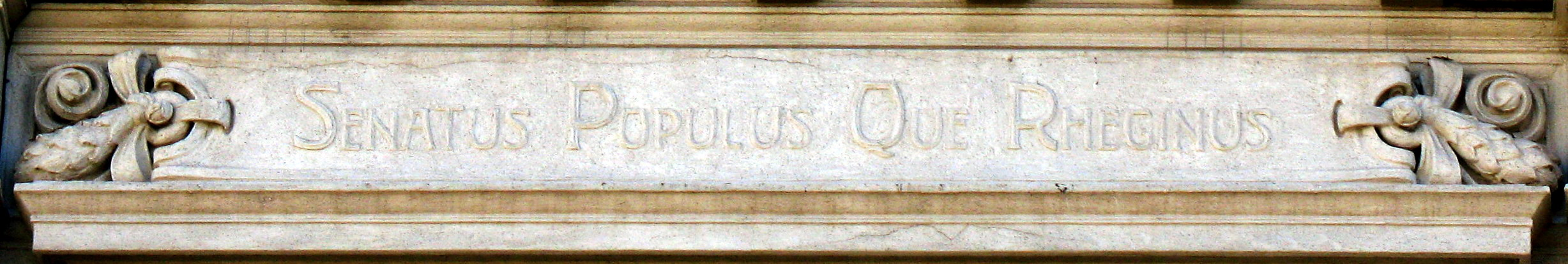
Motto Senatus Populus Que Rheginus presente sulla facciata.

Il Palazzo è in stile liberty. La facciata principale, che dà il suo affaccio su Piazza Italia, è costituita da una serie di finestre che al piano terra presentano un arco a tutto sesto e cornici a bugnato, mentre al primo piano risultano architravate e hanno lesene con capitelli, stemmi e fregi su cui si appoggia un ampio cornicione con balaustra ritmata da paraste. L'entrata principale, affacciata su piazza Italia, si trova al centro dell'asse architettonico, costituito da una struttura di fabbrica sporgente somigliante alla sagoma di una torre, sormontata da un balcone. Al di sopra del cornicione è presente un orologio, una campana e altri elementi decorativi. Gli altri prospetti dell'edificio ripetono in modo più semplice gli elementi architettonici e decorativi classici del prospetto principale.

## La pinacoteca civica
Palazzo San Giorgio ha custodito parte delle opere ora presenti nella Pinacoteca civica di Reggio Calabria, collezione artistica di proprietà del Comune di Reggio Calabria della quale altre opere erano esposte presso il Museo Nazionale e presso la Biblioteca Comunale.
In questa collezione figurano 250 dipinti di artisti del periodo compreso tra la prima metà dell'800 e la prima metà del '900, tra i quali vi sono artisti calabresi, prevalentemente del territorio reggino, ma anche non calabresi.
Molte delle opere sono di scuola napoletana (presso la quale si formarono gli artisti calabresi di questo periodo), indirizzata alla fine del XIX secolo verso il Verismo; alcune provengono dalla Biennale Calabrese d'Arte, che permise a Guttuso, Omiccioli, Milesi e Brancaccio di stabilire un legame con la città; altre ancora provengono dall'Accademia di Belle Arti.
- Tra i pittori calabresi: Raffaele Ursini (1851), Enrico Salfi (1857), Domenico Augimeri (1834), Vincenzo Jerace (1862), Rubens Santoro (1859), Antonio Cannata (1895), Ugo Ortona (1889), Domenico Bonfa (1912), Enzo Benedetto (1905), Nunzio Bava (1906) e Alberto Bonfa (1910).
- Tra gli scultori calabresi: Francesco Jerace (1853), Saverio Gatto (1877), Alessandro Monteleone (1958), Concesso Barca (1877), Pasquale Panetta (1913) e Nino Zucco (1910).
- Tra i pittori non calabresi: Giovanni Brancaccio (1903), Renato Guttuso (1912), Giovanni Omiccioli (1901), Beppe Guzzi (1902), Giuseppe Milesi (1915), Giampiero Restellini (1895) e Manlio Giarrizzo (1896).
- Tra gli scultori non calabresi: Vincenzo Vela (1820) e Celestino Petrone (1904).

## Galleria d'immagini

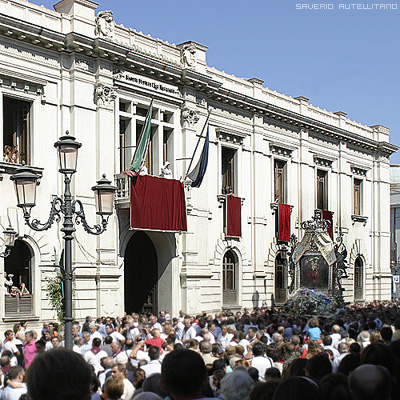
uno scorcio di Palazzo San Giorgio durante la processione di Festa Madonna. (Gentile concessione)
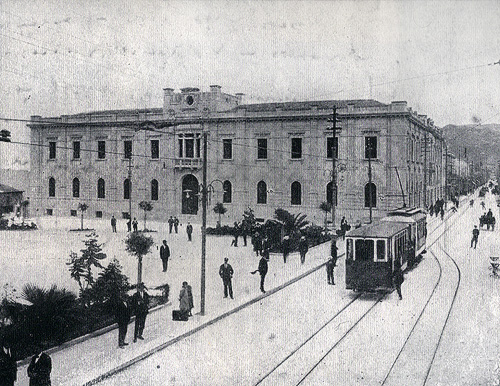
Palazzo San Giorgio in un'antica cartolina dei primi del Novecento
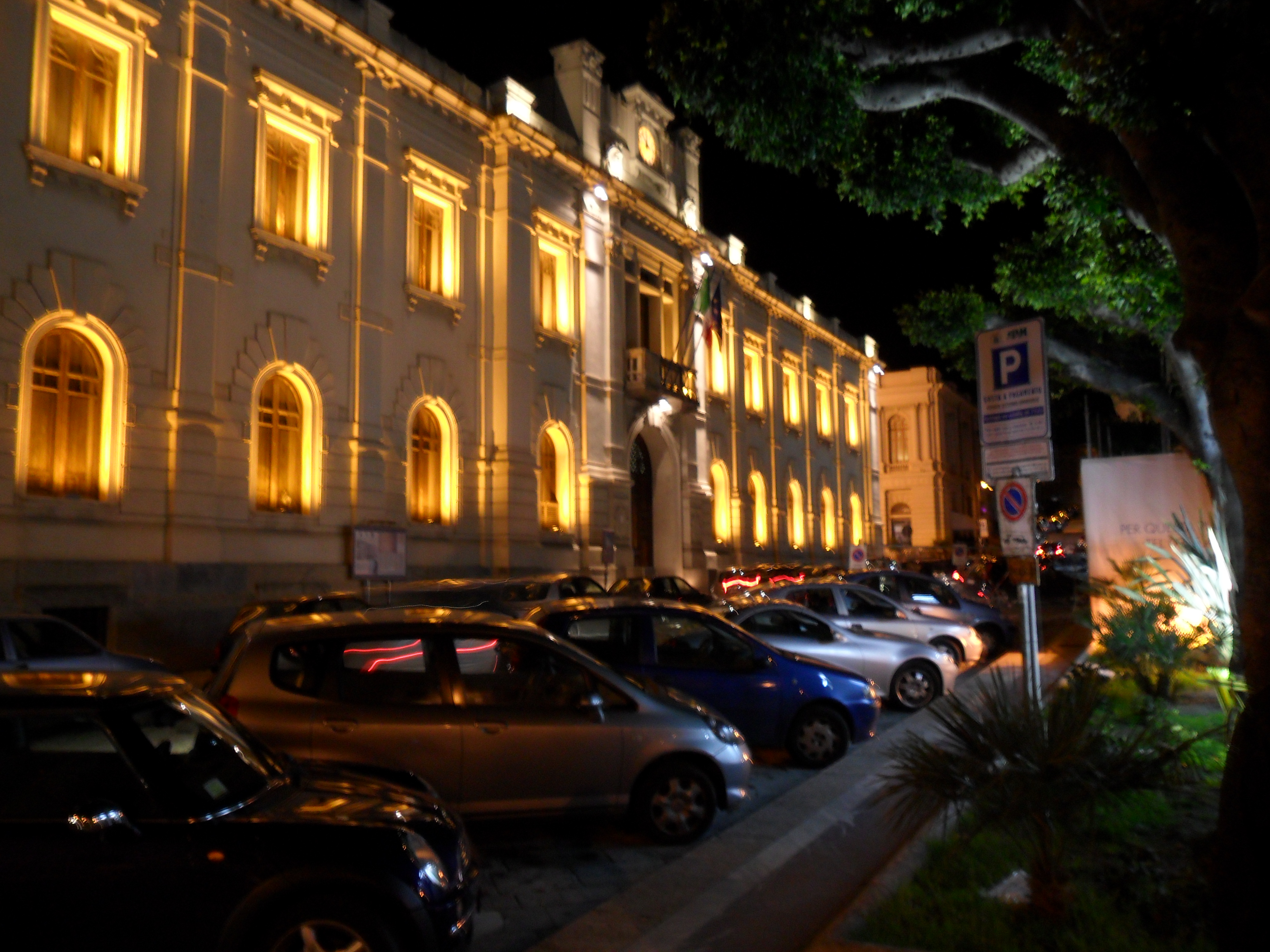
Ingresso Principale del Municipio illuminato
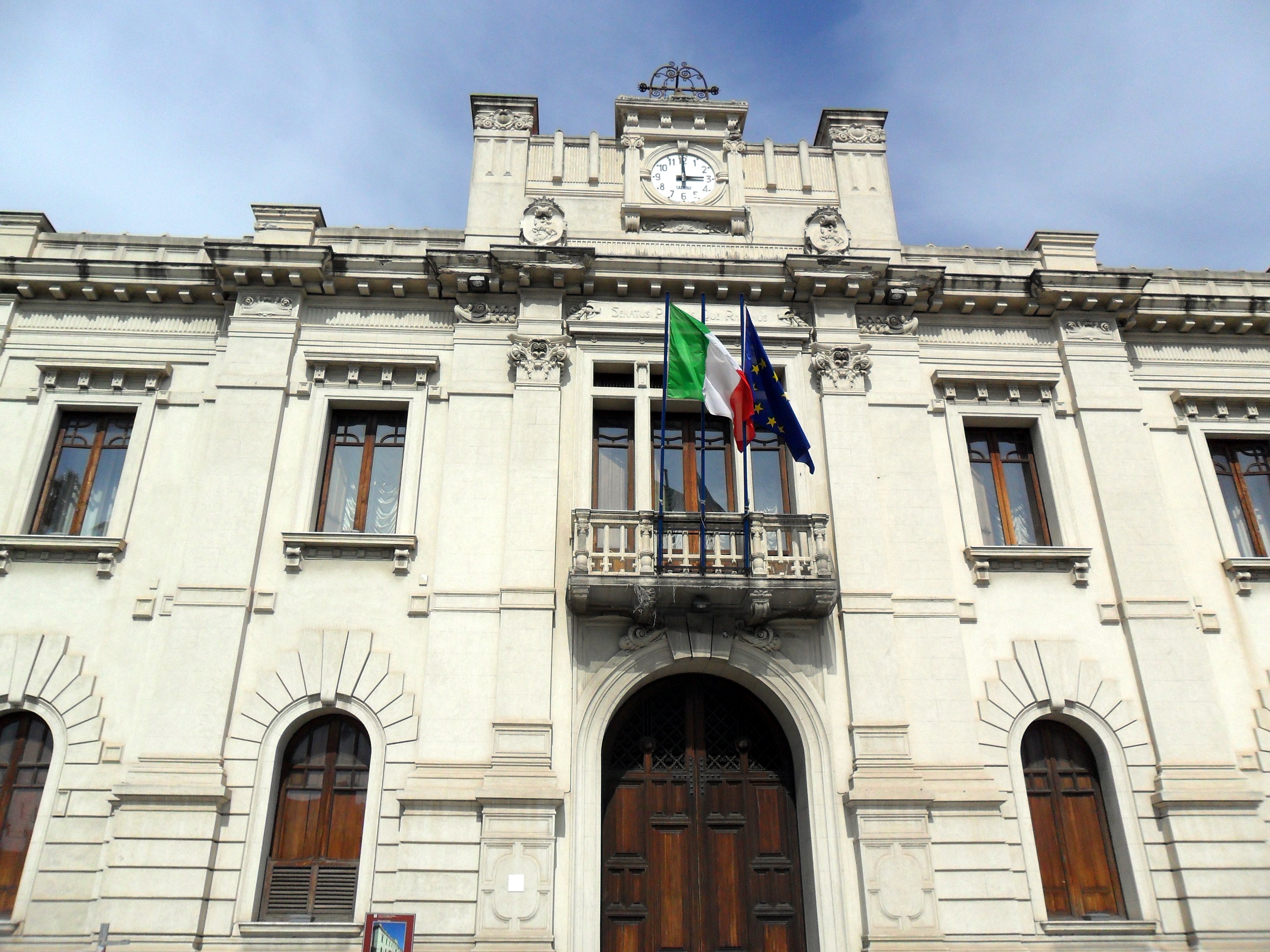
Prospetto principale del Municipio